# Farid Ferragui
Farid Ferragui, de son vrai nom Ali Ferragui, (en tifinagh: ⴼⴰⵔⵉⴷ ⴼⴻⵔⵔⴰⴳⵓⵉ) né le 25 octobre 1953 à Taka, un village de la commune de M'Kira, Tizi Ouzou (Algérie), est un auteur-compositeur-interprète kabyle.

## Biographie
Farid Farragui est diplômé de l’École normale de Tizi-Ouzou, en 1973. Il a d’abord exercé le métier d’instituteur, puis de directeur d’établissement scolaire et en 1976 il part pour la France. 
C’est en 1981, alors qu’il était à Paris pour une formation de journalisme, qu’il sort son premier tube intitulé Ay ul i gebɣan tullas, titre qui rencontre un succès en Kabylie et auprès de la diaspora kabyle installée en France. Il enchaîne ensuite album après album, durant les années 1980 surtout. L'album contenant ce titre est en fait enregistré en 1979, mais son éditeur attendra deux ans avant de le mettre en vente, et selon une anecdote que le chanteur évoque, n'étant pas informé de sa sortie, il ne l'a lui-même entendu que par hasard dans un marché de Montreuil.

## Œuvre
Sur le plan musical, Farid Ferragui s’est toujours démarqué du reste des chanteurs kabyles de sa génération, que ce soit par sa manière de composer ou de proposer son produit. Il n’a jamais utilisé d’autres instruments que (après la guitare classique à ses tout débuts) le oud (dès 1991) en s’accompagnant de la derbouka et parfois du bendir ; ses musiques étant en totalité composées dans un seul mode essentiellement basé sur le quart de ton, nommé bayati en musique orientale. Interrogé à ce sujet, l’artiste justifie cette particularité par des raisons d’ordre pratique, et que son public approuve : « Chacun comment il conçoit les choses, moi, je crois que les gens qui aiment ce que je fais se sont habitués à la voix et au luth. Changer aujourd'hui quoi que ce soit n'est pas dans ma tête. Je n'en disconviens pas que nous pourrions peut-être rajouter quelques instruments, mais à ce moment-là, ce ne serait plus le même Farid Ferragui et moi-même je ne serais plus dans mon élément. Mon naturel à moi c'est ma voix, mon luth et la percussion. C'est bio si j'ose dire comme ça. » ajoutant, à une autre occasion, que pour ce qui est de la composition, il considère le choix du mode comme  un frein à l’esprit créatif, même si cette sorte de routine lui a toujours valu des critiques, notamment de la part de certains musiciens, surtout au cours de ces dernières années où la qualité de l'orchestre gagne de plus en plus d'importance en musique kabyle.

## Famille
Sa mère est décédée en janvier 2015.